# Lista över fornlämningar i Nyköpings kommun (Nyköping)
Lista över fornlämningar i Nyköpings kommun (Nyköping) är en förteckning av ett urval av de fornlämningar som finns i Nyköping i Nyköpings kommun.
| Namn                                     | Lämningstyp             | Tillkomsttid | Historisk indelning    | Plats  | Läge                 | ID-nr          | Bild                                      |
| ---------------------------------------- | ----------------------- | ------------ | ---------------------- | ------ | -------------------- | -------------- | ----------------------------------------- |
| Nyköping 1:1                             | Gravfält                |              | Nyköping, Södermanland |        | 58.766924, 16.987241 | 10035700010001 | Ladda upp en bild av detta fornminne      |
| Nyköping 2:1                             | Hög                     |              | Nyköping, Södermanland |        | 58.773678, 16.992404 | 10035700020001 | Ladda upp en bild av detta fornminne      |
| Nyköping 2:2                             | Stensättning            |              | Nyköping, Södermanland |        | 58.773453, 16.992394 | 10035700020002 | Ladda upp en bild av detta fornminne      |
| Nyköping 2:3                             | Stensättning            |              | Nyköping, Södermanland |        | 58.773282, 16.992387 | 10035700020003 | Ladda upp en bild av detta fornminne      |
| Nyköping 3:1                             | Stensättning            |              | Nyköping, Södermanland |        | 58.767273, 17.011876 | 10035700030001 | Ladda upp en bild av detta fornminne      |
| Nyköping 3:2                             | Stensättning            |              | Nyköping, Södermanland |        | 58.767252, 17.012222 | 10035700030002 | Ladda upp en bild av detta fornminne      |
| Nyköping 5:1                             | Gravfält                |              | Nyköping, Södermanland |        | 58.769792, 16.971464 | 10035700050001 | Ladda upp en bild av detta fornminne      |
| Sö 367 (Nyköping 5:2)                    | Runristning             |              | Nyköping, Södermanland | Släbro | 58.770479, 16.971247 | 10035700050002 | Ladda upp en till bild av detta fornminne |
| Sö 45 (Nyköping 5:3)                     | Runristning             |              | Nyköping, Södermanland | Släbro | 58.770369, 16.971290 | 10035700050003 | Ladda upp en till bild av detta fornminne |
| Nyköping 6:1                             | Gravfält                |              | Nyköping, Södermanland |        | 58.761376, 16.936747 | 10035700060001 | Ladda upp en bild av detta fornminne      |
| Nyköping 7:1                             | Stensättning            |              | Nyköping, Södermanland |        | 58.766541, 17.012260 | 10035700070001 | Ladda upp en bild av detta fornminne      |
| Nyköping 7:2                             | Stensättning            |              | Nyköping, Södermanland |        | 58.766369, 17.012339 | 10035700070002 | Ladda upp en bild av detta fornminne      |
| Nyköping 7:3                             | Stensättning            |              | Nyköping, Södermanland |        | 58.766186, 17.012626 | 10035700070003 | Ladda upp en bild av detta fornminne      |
| Nyköping 8:1                             | Gravfält                |              | Nyköping, Södermanland |        | 58.760948, 16.938482 | 10035700080001 | Ladda upp en bild av detta fornminne      |
| Nyköping 9:1                             | Gravfält                |              | Nyköping, Södermanland |        | 58.764850, 16.916790 | 10035700090001 | Ladda upp en bild av detta fornminne      |
| Nyköping 10:1                            | Stensättning            |              | Nyköping, Södermanland |        | 58.764708, 16.922684 | 10035700100001 | Ladda upp en bild av detta fornminne      |
| Nyköping 11:1                            | Hög                     |              | Nyköping, Södermanland |        | 58.768375, 16.907356 | 10035700110001 | Ladda upp en bild av detta fornminne      |
| Nyköping 12:1                            | Hög                     |              | Nyköping, Södermanland |        | 58.766083, 16.908228 | 10035700120001 | Ladda upp en bild av detta fornminne      |
| Nyköping 14:1                            | Gravfält                |              | Nyköping, Södermanland |        | 58.776337, 16.892187 | 10035700140001 | Ladda upp en bild av detta fornminne      |
| Nyköping 15:1                            | Gravfält                |              | Nyköping, Södermanland |        | 58.769768, 16.901713 | 10035700150001 | Ladda upp en bild av detta fornminne      |
| Nyköping 17:1                            | Gravfält                |              | Nyköping, Södermanland |        | 58.772232, 16.908422 | 10035700170001 | Ladda upp en bild av detta fornminne      |
| Nyköping 18:1                            | Gravfält                |              | Nyköping, Södermanland |        | 58.773775, 16.934549 | 10035700180001 | Ladda upp en bild av detta fornminne      |
| Nyköping 21:1                            | Gravfält                |              | Nyköping, Södermanland |        | 58.789217, 16.890371 | 10035700210001 | Ladda upp en bild av detta fornminne      |
| Nyköping 22:1                            | Röse                    |              | Nyköping, Södermanland |        | 58.721060, 17.075981 | 10035700220001 | Ladda upp en bild av detta fornminne      |
| Nyköping 24:1                            | Gravfält                |              | Nyköping, Södermanland |        | 58.773739, 16.895307 | 10035700240001 | Ladda upp en bild av detta fornminne      |
| Nyköping 25:1                            | Stensättning            |              | Nyköping, Södermanland |        | 58.772840, 16.900956 | 10035700250001 | Ladda upp en bild av detta fornminne      |
| Nyköping 26:1                            | Hög                     |              | Nyköping, Södermanland |        | 58.772736, 16.902457 | 10035700260001 | Ladda upp en bild av detta fornminne      |
| Nyköping 27:1                            | Gravfält                |              | Nyköping, Södermanland |        | 58.744641, 16.972118 | 10035700270001 | Ladda upp en bild av detta fornminne      |
| Nyköping 30:1                            | Gravfält                |              | Nyköping, Södermanland |        | 58.742710, 16.984645 | 10035700300001 | Ladda upp en till bild av detta fornminne |
| Nyköping 31:2                            | Stensättning            |              | Nyköping, Södermanland |        | 58.743706, 16.991219 | 10035700310002 | Ladda upp en bild av detta fornminne      |
| Nyköping 32:2                            | Stensättning            |              | Nyköping, Södermanland |        | 58.736214, 16.999730 | 10035700320002 | Ladda upp en bild av detta fornminne      |
| Nyköping 33:1                            | Röse                    |              | Nyköping, Södermanland |        | 58.729634, 16.978120 | 10035700330001 | Ladda upp en bild av detta fornminne      |
| Nyköping 34:1                            | Gravfält                |              | Nyköping, Södermanland |        | 58.735694, 16.979257 | 10035700340001 | Ladda upp en bild av detta fornminne      |
| Nyköping 35:1                            | Stensättning            |              | Nyköping, Södermanland |        | 58.730784, 17.001097 | 10035700350001 | Ladda upp en bild av detta fornminne      |
| Nyköping 37:1                            | Gravfält                |              | Nyköping, Södermanland |        | 58.730175, 16.969750 | 10035700370001 | Ladda upp en bild av detta fornminne      |
| Nyköping 38:1                            | Stensättning            |              | Nyköping, Södermanland |        | 58.737852, 16.965321 | 10035700380001 | Ladda upp en bild av detta fornminne      |
| Nyköping 39:1                            | Gravfält                |              | Nyköping, Södermanland |        | 58.781307, 16.885490 | 10035700390001 | Ladda upp en bild av detta fornminne      |
| Nyköping 40:1                            | Gravfält                |              | Nyköping, Södermanland |        | 58.781902, 16.887877 | 10035700400001 | Ladda upp en bild av detta fornminne      |
| Kaffebacken (Nyköping 44:1)              | Gravfält                |              | Nyköping, Södermanland |        | 58.743025, 16.955312 | 10035700440001 | Ladda upp en till bild av detta fornminne |
| Nyköping 45:1                            | Borg                    |              | Nyköping, Södermanland |        | 58.740934, 16.960095 | 10035700450001 | Ladda upp en till bild av detta fornminne |
| Nyköping 48:1                            | Grav- och boplatsområde |              | Nyköping, Södermanland |        | 58.780755, 16.934029 | 10035700480001 | Ladda upp en bild av detta fornminne      |
| Nyköping 49:1                            | Gravfält                |              | Nyköping, Södermanland |        | 58.791192, 16.931584 | 10035700490001 | Ladda upp en bild av detta fornminne      |
| Nyköping 50:1                            | Stensättning            |              | Nyköping, Södermanland |        | 58.776896, 16.933534 | 10035700500001 | Ladda upp en bild av detta fornminne      |
| Kyrkogården (Nyköping 51:1)              | Gravfält                |              | Nyköping, Södermanland |        | 58.777398, 16.936213 | 10035700510001 | Ladda upp en bild av detta fornminne      |
| Nyköping 54:1                            | Hög                     |              | Nyköping, Södermanland |        | 58.781467, 16.941389 | 10035700540001 | Ladda upp en bild av detta fornminne      |
| Nyköping 55:1                            | Gravfält                |              | Nyköping, Södermanland |        | 58.778447, 16.941404 | 10035700550001 | Ladda upp en bild av detta fornminne      |
| Nyköping 56:1                            | Stensättning            |              | Nyköping, Södermanland |        | 58.781877, 16.940055 | 10035700560001 | Ladda upp en bild av detta fornminne      |
| Nyköping 56:2                            | Hög                     |              | Nyköping, Södermanland |        | 58.781818, 16.940555 | 10035700560002 | Ladda upp en bild av detta fornminne      |
| Nyköping 56:3                            | Stensättning            |              | Nyköping, Södermanland |        | 58.782007, 16.940511 | 10035700560003 | Ladda upp en bild av detta fornminne      |
| Nyköping 57:1                            | Stensättning            |              | Nyköping, Södermanland |        | 58.777896, 16.939148 | 10035700570001 | Ladda upp en bild av detta fornminne      |
| Nyköping 57:2                            | Stensättning            |              | Nyköping, Södermanland |        | 58.777715, 16.939210 | 10035700570002 | Ladda upp en bild av detta fornminne      |
| Nyköping 57:3                            | Stensättning            |              | Nyköping, Södermanland |        | 58.777350, 16.938901 | 10035700570003 | Ladda upp en bild av detta fornminne      |
| Nyköping 58:1                            | Hög                     |              | Nyköping, Södermanland |        | 58.796990, 16.930559 | 10035700580001 | Ladda upp en bild av detta fornminne      |
| Nyköping 58:2                            | Hög                     |              | Nyköping, Södermanland |        | 58.796836, 16.930692 | 10035700580002 | Ladda upp en bild av detta fornminne      |
| Nyköping 59:1                            | Stensättning            |              | Nyköping, Södermanland |        | 58.778244, 16.895071 | 10035700590001 | Ladda upp en bild av detta fornminne      |
| Nyköping 61:1                            | Gravfält                |              | Nyköping, Södermanland |        | 58.708796, 17.107334 | 10035700610001 | Ladda upp en till bild av detta fornminne |
| Nyköping 62:1                            | Stensättning            |              | Nyköping, Södermanland |        | 58.709239, 17.123272 | 10035700620001 | Ladda upp en bild av detta fornminne      |
| Nyköping 63:1                            | Gravfält                |              | Nyköping, Södermanland |        | 58.789566, 16.892608 | 10035700630001 | Ladda upp en bild av detta fornminne      |
| Nyköping 65:1                            | Stensättning            |              | Nyköping, Södermanland |        | 58.714519, 17.040901 | 10035700650001 | Ladda upp en bild av detta fornminne      |
| Nyköping 68:1                            | Stensättning            |              | Nyköping, Södermanland |        | 58.731252, 17.020379 | 10035700680001 | Ladda upp en bild av detta fornminne      |
| Nyköping 69:1                            | Stensättning            |              | Nyköping, Södermanland |        | 58.730485, 17.063276 | 10035700690001 | Ladda upp en bild av detta fornminne      |
| Nyköping 70:1                            | Fästning/skans          |              | Nyköping, Södermanland |        | 58.725816, 17.114983 | 10035700700001 | Ladda upp en till bild av detta fornminne |
| Nyköping 71:1                            | Hög                     |              | Nyköping, Södermanland |        | 58.724812, 17.110253 | 10035700710001 | Ladda upp en till bild av detta fornminne |
| Nyköping 73:1                            | Stensättning            |              | Nyköping, Södermanland |        | 58.752812, 17.074548 | 10035700730001 | Ladda upp en bild av detta fornminne      |
| Nyköping 73:2                            | Stensättning            |              | Nyköping, Södermanland |        | 58.752897, 17.074328 | 10035700730002 | Ladda upp en bild av detta fornminne      |
| Nyköping 73:3                            | Stensättning            |              | Nyköping, Södermanland |        | 58.752855, 17.074083 | 10035700730003 | Ladda upp en bild av detta fornminne      |
| Nyköping 74:1                            | Röse                    |              | Nyköping, Södermanland |        | 58.753886, 17.072477 | 10035700740001 | Ladda upp en bild av detta fornminne      |
| Nyköping 75:1                            | Röse                    |              | Nyköping, Södermanland |        | 58.755015, 17.074637 | 10035700750001 | Ladda upp en bild av detta fornminne      |
| Nyköping 76:1                            | Röse                    |              | Nyköping, Södermanland |        | 58.755061, 17.075712 | 10035700760001 | Ladda upp en bild av detta fornminne      |
| Nyköping 76:2                            | Stensättning            |              | Nyköping, Södermanland |        | 58.754985, 17.076573 | 10035700760002 | Ladda upp en bild av detta fornminne      |
| Nyköping 77:1                            | Stensättning            |              | Nyköping, Södermanland |        | 58.764207, 17.017810 | 10035700770001 | Ladda upp en bild av detta fornminne      |
| Nyköping 81:1                            | Stensättning            |              | Nyköping, Södermanland |        | 58.761807, 17.011988 | 10035700810001 | Ladda upp en bild av detta fornminne      |
| Nyköping 83:1                            | Stensättning            |              | Nyköping, Södermanland |        | 58.797588, 16.929069 | 10035700830001 | Ladda upp en bild av detta fornminne      |
| Nyköping 83:2                            | Stensättning            |              | Nyköping, Södermanland |        | 58.797784, 16.929166 | 10035700830002 | Ladda upp en bild av detta fornminne      |
| Nyköping 84:1                            | Gravfält                |              | Nyköping, Södermanland |        | 58.798942, 16.930151 | 10035700840001 | Ladda upp en bild av detta fornminne      |
| Nyköping 85:1                            | Gravfält                |              | Nyköping, Södermanland |        | 58.798342, 16.932115 | 10035700850001 | Ladda upp en bild av detta fornminne      |
| Nyköping 86:1                            | Stensättning            |              | Nyköping, Södermanland |        | 58.801202, 16.929857 | 10035700860001 | Ladda upp en bild av detta fornminne      |
| Nyköping 87:1                            | Stensättning            |              | Nyköping, Södermanland |        | 58.801917, 16.929243 | 10035700870001 | Ladda upp en bild av detta fornminne      |
| Nyköping 88:1                            | Stensättning            |              | Nyköping, Södermanland |        | 58.805877, 16.925844 | 10035700880001 | Ladda upp en bild av detta fornminne      |
| Nyköping 89:1                            | Gravfält                |              | Nyköping, Södermanland |        | 58.805333, 16.929001 | 10035700890001 | Ladda upp en bild av detta fornminne      |
| Nyköping 90:1                            | Stensättning            |              | Nyköping, Södermanland |        | 58.804828, 16.937724 | 10035700900001 | Ladda upp en bild av detta fornminne      |
| Nyköping 91:2                            | Stensättning            |              | Nyköping, Södermanland |        | 58.805990, 16.932280 | 10035700910002 | Ladda upp en bild av detta fornminne      |
| Nyköping 93:1                            | Stensättning            |              | Nyköping, Södermanland |        | 58.767930, 16.926202 | 10035700930001 | Ladda upp en bild av detta fornminne      |
| Nyköping 94:1                            | Stensättning            |              | Nyköping, Södermanland |        | 58.764605, 16.925031 | 10035700940001 | Ladda upp en bild av detta fornminne      |
| Nyköping 94:2                            | Stensättning            |              | Nyköping, Södermanland |        | 58.764119, 16.925118 | 10035700940002 | Ladda upp en bild av detta fornminne      |
| Nyköping 95:1                            | Stensättning            |              | Nyköping, Södermanland |        | 58.763857, 16.926250 | 10035700950001 | Ladda upp en bild av detta fornminne      |
| Galgbacken (Nyköping 96:1)               | Fornborg                |              | Nyköping, Södermanland |        | 58.764654, 17.038276 | 10035700960001 | Ladda upp en till bild av detta fornminne |
| Nyköping 97:1                            | Stensättning            |              | Nyköping, Södermanland |        | 58.711080, 17.056120 | 10035700970001 | Ladda upp en bild av detta fornminne      |
| Nyköping 99:1                            | Stensättning            |              | Nyköping, Södermanland |        | 58.764016, 16.930916 | 10035700990001 | Ladda upp en bild av detta fornminne      |
| Nyköping 101:1                           | Stensättning            |              | Nyköping, Södermanland |        | 58.727557, 17.009124 | 10035701010001 | Ladda upp en bild av detta fornminne      |
| Nyköping 102:1                           | Gravfält                |              | Nyköping, Södermanland |        | 58.725471, 17.003315 | 10035701020001 | Ladda upp en bild av detta fornminne      |
| Nyköping 104:1                           | Stensättning            |              | Nyköping, Södermanland |        | 58.724179, 17.000092 | 10035701040001 | Ladda upp en bild av detta fornminne      |
| Nyköping 105:1                           | Stensättning            |              | Nyköping, Södermanland |        | 58.724011, 16.998681 | 10035701050001 | Ladda upp en bild av detta fornminne      |
| Nyköping 106:1                           | Stensättning            |              | Nyköping, Södermanland |        | 58.721607, 17.012127 | 10035701060001 | Ladda upp en bild av detta fornminne      |
| Nyköping 107:1                           | Stensättning            |              | Nyköping, Södermanland |        | 58.723227, 17.011294 | 10035701070001 | Ladda upp en bild av detta fornminne      |
| Nyköping 108:1                           | Stensättning            |              | Nyköping, Södermanland |        | 58.727759, 16.997346 | 10035701080001 | Ladda upp en bild av detta fornminne      |
| Nyköping 109:1                           | Stensättning            |              | Nyköping, Södermanland |        | 58.728299, 16.996839 | 10035701090001 | Ladda upp en bild av detta fornminne      |
| Nyköping 110:1                           | Stensättning            |              | Nyköping, Södermanland |        | 58.728324, 16.997786 | 10035701100001 | Ladda upp en bild av detta fornminne      |
| Nyköping 110:2                           | Stensättning            |              | Nyköping, Södermanland |        | 58.728497, 16.997918 | 10035701100002 | Ladda upp en bild av detta fornminne      |
| Nyköping 111:1                           | Stensättning            |              | Nyköping, Södermanland |        | 58.727138, 16.998997 | 10035701110001 | Ladda upp en bild av detta fornminne      |
| Nyköping 112:1                           | Stensättning            |              | Nyköping, Södermanland |        | 58.725932, 16.991566 | 10035701120001 | Ladda upp en bild av detta fornminne      |
| Nyköping 112:2                           | Stensättning            |              | Nyköping, Södermanland |        | 58.725936, 16.992323 | 10035701120002 | Ladda upp en bild av detta fornminne      |
| Nyköping 114:1                           | Stensättning            |              | Nyköping, Södermanland |        | 58.722590, 16.987323 | 10035701140001 | Ladda upp en bild av detta fornminne      |
| Nyköping 116:1                           | Stensättning            |              | Nyköping, Södermanland |        | 58.721050, 16.987430 | 10035701160001 | Ladda upp en bild av detta fornminne      |
| Nyköping 117:1                           | Röse                    |              | Nyköping, Södermanland |        | 58.720858, 16.988409 | 10035701170001 | Ladda upp en bild av detta fornminne      |
| Nyköping 117:2                           | Stensättning            |              | Nyköping, Södermanland |        | 58.720595, 16.988101 | 10035701170002 | Ladda upp en bild av detta fornminne      |
| Nyköping 118:1                           | Stensättning            |              | Nyköping, Södermanland |        | 58.721464, 16.988236 | 10035701180001 | Ladda upp en bild av detta fornminne      |
| Nyköping 119:1                           | Stensättning            |              | Nyköping, Södermanland |        | 58.720850, 16.990223 | 10035701190001 | Ladda upp en bild av detta fornminne      |
| Nyköping 121:1                           | Röse                    |              | Nyköping, Södermanland |        | 58.726326, 16.977402 | 10035701210001 | Ladda upp en bild av detta fornminne      |
| Nyköping 121:2                           | Röse                    |              | Nyköping, Södermanland |        | 58.726573, 16.977226 | 10035701210002 | Ladda upp en bild av detta fornminne      |
| Nyköping 122:1                           | Stensättning            |              | Nyköping, Södermanland |        | 58.727677, 16.976505 | 10035701220001 | Ladda upp en bild av detta fornminne      |
| Nyköping 123:1                           | Stensättning            |              | Nyköping, Södermanland |        | 58.726254, 16.976006 | 10035701230001 | Ladda upp en bild av detta fornminne      |
| Nyköping 125:1                           | Stensättning            |              | Nyköping, Södermanland |        | 58.725062, 16.984017 | 10035701250001 | Ladda upp en bild av detta fornminne      |
| Nyköping 125:2                           | Stensättning            |              | Nyköping, Södermanland |        | 58.724980, 16.983727 | 10035701250002 | Ladda upp en bild av detta fornminne      |
| Nyköping 126:1                           | Stensättning            |              | Nyköping, Södermanland |        | 58.721714, 16.976575 | 10035701260001 | Ladda upp en bild av detta fornminne      |
| Nyköping 126:2                           | Stensättning            |              | Nyköping, Södermanland |        | 58.721910, 16.977161 | 10035701260002 | Ladda upp en bild av detta fornminne      |
| Nyköping 126:3                           | Stensättning            |              | Nyköping, Södermanland |        | 58.722074, 16.977094 | 10035701260003 | Ladda upp en bild av detta fornminne      |
| Nyköping 126:4                           | Stensättning            |              | Nyköping, Södermanland |        | 58.721811, 16.977013 | 10035701260004 | Ladda upp en bild av detta fornminne      |
| Nyköping 127:1                           | Gravfält                |              | Nyköping, Södermanland |        | 58.722436, 16.977688 | 10035701270001 | Ladda upp en bild av detta fornminne      |
| Nyköping 128:1                           | Röse                    |              | Nyköping, Södermanland |        | 58.723276, 16.976603 | 10035701280001 | Ladda upp en bild av detta fornminne      |
| Nyköping 129:1                           | Stensättning            |              | Nyköping, Södermanland |        | 58.723104, 16.977929 | 10035701290001 | Ladda upp en bild av detta fornminne      |
| Nyköping 129:2                           | Stensättning            |              | Nyköping, Södermanland |        | 58.723229, 16.978240 | 10035701290002 | Ladda upp en bild av detta fornminne      |
| Nyköping 130:1                           | Röse                    |              | Nyköping, Södermanland |        | 58.723517, 16.974706 | 10035701300001 | Ladda upp en bild av detta fornminne      |
| Nyköping 130:2                           | Stensättning            |              | Nyköping, Södermanland |        | 58.723741, 16.974714 | 10035701300002 | Ladda upp en bild av detta fornminne      |
| Nyköping 130:3                           | Stensättning            |              | Nyköping, Södermanland |        | 58.723284, 16.974514 | 10035701300003 | Ladda upp en bild av detta fornminne      |
| Nyköping 130:4                           | Stensättning            |              | Nyköping, Södermanland |        | 58.722986, 16.974759 | 10035701300004 | Ladda upp en bild av detta fornminne      |
| Nyköping 130:5                           | Stensättning            |              | Nyköping, Södermanland |        | 58.723001, 16.974543 | 10035701300005 | Ladda upp en bild av detta fornminne      |
| Nyköping 131:1                           | Röse                    |              | Nyköping, Södermanland |        | 58.722400, 16.974305 | 10035701310001 | Ladda upp en bild av detta fornminne      |
| Nyköping 131:2                           | Röse                    |              | Nyköping, Södermanland |        | 58.722302, 16.974037 | 10035701310002 | Ladda upp en bild av detta fornminne      |
| Nyköping 131:3                           | Stensättning            |              | Nyköping, Södermanland |        | 58.721912, 16.974192 | 10035701310003 | Ladda upp en bild av detta fornminne      |
| Nyköping 132:1                           | Gravfält                |              | Nyköping, Södermanland |        | 58.721680, 16.972744 | 10035701320001 | Ladda upp en bild av detta fornminne      |
| Nyköping 133:2                           | Stensättning            |              | Nyköping, Södermanland |        | 58.719336, 16.971717 | 10035701330002 | Ladda upp en bild av detta fornminne      |
| Nyköping 133:3                           | Stensättning            |              | Nyköping, Södermanland |        | 58.719229, 16.970989 | 10035701330003 | Ladda upp en bild av detta fornminne      |
| Nyköping 137:1                           | Stensättning            |              | Nyköping, Södermanland |        | 58.716903, 16.995707 | 10035701370001 | Ladda upp en bild av detta fornminne      |
| Nyköping 137:2                           | Stensättning            |              | Nyköping, Södermanland |        | 58.716736, 16.995665 | 10035701370002 | Ladda upp en bild av detta fornminne      |
| Nyköping 137:3                           | Stensättning            |              | Nyköping, Södermanland |        | 58.716619, 16.996199 | 10035701370003 | Ladda upp en bild av detta fornminne      |
| Nyköping 154:1                           | Röse                    |              | Nyköping, Södermanland |        | 58.714193, 16.972309 | 10035701540001 | Ladda upp en bild av detta fornminne      |
| Nyköping 155:1                           | Gravfält                |              | Nyköping, Södermanland |        | 58.709547, 16.973197 | 10035701550001 | Ladda upp en bild av detta fornminne      |
| Nyköping 156:1                           | Gravfält                |              | Nyköping, Södermanland |        | 58.721844, 16.965873 | 10035701560001 | Ladda upp en bild av detta fornminne      |
| Nyköping 157:1                           | Hällristning            |              | Nyköping, Södermanland |        | 58.721066, 16.966345 | 10035701570001 | Ladda upp en bild av detta fornminne      |
| Nyköping 157:2                           | Hällristning            |              | Nyköping, Södermanland |        | 58.721066, 16.966345 | 10035701570002 | Ladda upp en bild av detta fornminne      |
| Nyköping 157:3                           | Hällristning            |              | Nyköping, Södermanland |        | 58.721066, 16.966345 | 10035701570003 | Ladda upp en bild av detta fornminne      |
| Nyköping 158:1                           | Stensättning            |              | Nyköping, Södermanland |        | 58.724667, 16.963833 | 10035701580001 | Ladda upp en bild av detta fornminne      |
| Nyköping 158:2                           | Stensättning            |              | Nyköping, Södermanland |        | 58.724384, 16.963197 | 10035701580002 | Ladda upp en bild av detta fornminne      |
| Nyköping 159:1                           | Hög                     |              | Nyköping, Södermanland |        | 58.722506, 16.963979 | 10035701590001 | Ladda upp en bild av detta fornminne      |
| Nyköping 160:1                           | Stensättning            |              | Nyköping, Södermanland |        | 58.725623, 16.970527 | 10035701600001 | Ladda upp en bild av detta fornminne      |
| Nyköping 161:1                           | Stensättning            |              | Nyköping, Södermanland |        | 58.725267, 16.965471 | 10035701610001 | Ladda upp en bild av detta fornminne      |
| Nyköping 162:1                           | Stensättning            |              | Nyköping, Södermanland |        | 58.725563, 16.964684 | 10035701620001 | Ladda upp en bild av detta fornminne      |
| Nyköping 163:1                           | Röse                    |              | Nyköping, Södermanland |        | 58.725282, 16.966606 | 10035701630001 | Ladda upp en bild av detta fornminne      |
| Nyköping 164:2                           | Röse                    |              | Nyköping, Södermanland |        | 58.725689, 16.968816 | 10035701640002 | Ladda upp en bild av detta fornminne      |
| Nyköping 164:3                           | Röse                    |              | Nyköping, Södermanland |        | 58.725454, 16.968446 | 10035701640003 | Ladda upp en bild av detta fornminne      |
| Nyköping 165:1                           | Stensättning            |              | Nyköping, Södermanland |        | 58.726396, 16.968308 | 10035701650001 | Ladda upp en bild av detta fornminne      |
| Nyköping 166:1                           | Röse                    |              | Nyköping, Södermanland |        | 58.721202, 16.962439 | 10035701660001 | Ladda upp en bild av detta fornminne      |
| Nyköping 167:1                           | Gravfält                |              | Nyköping, Södermanland |        | 58.715523, 16.964053 | 10035701670001 | Ladda upp en bild av detta fornminne      |
| Nyköping 168:1                           | Stensättning            |              | Nyköping, Södermanland |        | 58.716382, 16.962376 | 10035701680001 | Ladda upp en bild av detta fornminne      |
| Nyköping 169:1                           | Hällristning            |              | Nyköping, Södermanland |        | 58.711811, 16.961743 | 10035701690001 | Ladda upp en bild av detta fornminne      |
| Nyköping 171:1                           | Hällristning            |              | Nyköping, Södermanland |        | 58.710055, 16.963574 | 10035701710001 | Ladda upp en bild av detta fornminne      |
| Nyköping 171:2                           | Hällristning            |              | Nyköping, Södermanland |        | 58.710175, 16.963371 | 10035701710002 | Ladda upp en bild av detta fornminne      |
| Nyköping 171:3                           | Hällristning            |              | Nyköping, Södermanland |        | 58.710225, 16.963183 | 10035701710003 | Ladda upp en bild av detta fornminne      |
| Nyköping 171:4                           | Hällristning            |              | Nyköping, Södermanland |        | 58.710237, 16.963032 | 10035701710004 | Ladda upp en bild av detta fornminne      |
| Nyköping 172:1                           | Stensättning            |              | Nyköping, Södermanland |        | 58.708956, 16.960150 | 10035701720001 | Ladda upp en bild av detta fornminne      |
| Nyköping 173:1                           | Stensättning            |              | Nyköping, Södermanland |        | 58.708496, 16.960933 | 10035701730001 | Ladda upp en bild av detta fornminne      |
| Nyköping 174:1                           | Stensättning            |              | Nyköping, Södermanland |        | 58.708866, 16.961982 | 10035701740001 | Ladda upp en bild av detta fornminne      |
| Nyköping 174:2                           | Stensättning            |              | Nyköping, Södermanland |        | 58.708750, 16.962364 | 10035701740002 | Ladda upp en bild av detta fornminne      |
| Nyköping 174:3                           | Stensättning            |              | Nyköping, Södermanland |        | 58.708560, 16.962551 | 10035701740003 | Ladda upp en bild av detta fornminne      |
| Nyköping 175:1                           | Stensättning            |              | Nyköping, Södermanland |        | 58.709694, 16.958343 | 10035701750001 | Ladda upp en bild av detta fornminne      |
| Nyköping 177:1                           | Stensättning            |              | Nyköping, Södermanland |        | 58.708623, 16.959108 | 10035701770001 | Ladda upp en bild av detta fornminne      |
| Nyköping 178:3                           | Stensättning            |              | Nyköping, Södermanland |        | 58.707290, 16.958050 | 10035701780003 | Ladda upp en bild av detta fornminne      |
| Nyköping 179:1                           | Stensättning            |              | Nyköping, Södermanland |        | 58.707615, 16.958932 | 10035701790001 | Ladda upp en bild av detta fornminne      |
| Nyköping 180:1                           | Stensättning            |              | Nyköping, Södermanland |        | 58.710167, 16.944610 | 10035701800001 | Ladda upp en bild av detta fornminne      |
| Nyköping 182:1                           | Hög                     |              | Nyköping, Södermanland |        | 58.706163, 16.963164 | 10035701820001 | Ladda upp en bild av detta fornminne      |
| Nyköping 183:1                           | Gravfält                |              | Nyköping, Södermanland |        | 58.706542, 16.959716 | 10035701830001 | Ladda upp en bild av detta fornminne      |
| Nyköping 184:1                           | Stensättning            |              | Nyköping, Södermanland |        | 58.705975, 16.952310 | 10035701840001 | Ladda upp en bild av detta fornminne      |
| Nyköping 185:1                           | Röse                    |              | Nyköping, Södermanland |        | 58.705517, 16.949701 | 10035701850001 | Ladda upp en bild av detta fornminne      |
| Nyköping 186:1                           | Stensättning            |              | Nyköping, Södermanland |        | 58.705489, 16.947282 | 10035701860001 | Ladda upp en bild av detta fornminne      |
| Nyköping 187:1                           | Gravfält                |              | Nyköping, Södermanland |        | 58.701255, 16.965546 | 10035701870001 | Ladda upp en bild av detta fornminne      |
| Nyköping 187:2                           | Hällristning            |              | Nyköping, Södermanland |        | 58.701375, 16.965679 | 10035701870002 | Ladda upp en bild av detta fornminne      |
| Nyköping 187:3                           | Hällristning            |              | Nyköping, Södermanland |        | 58.701375, 16.965679 | 10035701870003 | Ladda upp en bild av detta fornminne      |
| Nyköping 187:4                           | Hällristning            |              | Nyköping, Södermanland |        | 58.701375, 16.965679 | 10035701870004 | Ladda upp en bild av detta fornminne      |
| Nyköping 187:5                           | Hällristning            |              | Nyköping, Södermanland |        | 58.701375, 16.965679 | 10035701870005 | Ladda upp en bild av detta fornminne      |
| Nyköping 188:1                           | Stensättning            |              | Nyköping, Södermanland |        | 58.700769, 16.965778 | 10035701880001 | Ladda upp en bild av detta fornminne      |
| Nyköping 188:2                           | Stensättning            |              | Nyköping, Södermanland |        | 58.700420, 16.965591 | 10035701880002 | Ladda upp en bild av detta fornminne      |
| Nyköping 188:3                           | Stensättning            |              | Nyköping, Södermanland |        | 58.700606, 16.965618 | 10035701880003 | Ladda upp en bild av detta fornminne      |
| Nyköping 189:1                           | Stensättning            |              | Nyköping, Södermanland |        | 58.707045, 16.970575 | 10035701890001 | Ladda upp en bild av detta fornminne      |
| Nyköping 190:1                           | Gravfält                |              | Nyköping, Södermanland |        | 58.706635, 16.971682 | 10035701900001 | Ladda upp en bild av detta fornminne      |
| Nyköping 191:1                           | Gravfält                |              | Nyköping, Södermanland |        | 58.703292, 16.972747 | 10035701910001 | Ladda upp en bild av detta fornminne      |
| Nyköping 194:1                           | Stensättning            |              | Nyköping, Södermanland |        | 58.697434, 16.982289 | 10035701940001 | Ladda upp en bild av detta fornminne      |
| Nyköping 196:1                           | Stensättning            |              | Nyköping, Södermanland |        | 58.699474, 16.969991 | 10035701960001 | Ladda upp en bild av detta fornminne      |
| Nyköping 203:1                           | Gravfält                |              | Nyköping, Södermanland |        | 58.706198, 17.057712 | 10035702030001 | Ladda upp en bild av detta fornminne      |
| Nyköping 232:1                           | Stensättning            |              | Nyköping, Södermanland |        | 58.752290, 16.948792 | 10035702320001 | Ladda upp en bild av detta fornminne      |
| Nyköping 232:2                           | Stensättning            |              | Nyköping, Södermanland |        | 58.752128, 16.948853 | 10035702320002 | Ladda upp en bild av detta fornminne      |
| Nyköping 232:3                           | Stensättning            |              | Nyköping, Södermanland |        | 58.752048, 16.948614 | 10035702320003 | Ladda upp en bild av detta fornminne      |
| Nyköping 234:1                           | Fornborg                |              | Nyköping, Södermanland |        | 58.713611, 16.985354 | 10035702340001 | Ladda upp en bild av detta fornminne      |
| Nyköping 238:1                           | Gravfält                |              | Nyköping, Södermanland |        | 58.769709, 16.905320 | 10035702380001 | Ladda upp en bild av detta fornminne      |
| Nyköping 241:1                           | Stensättning            |              | Nyköping, Södermanland |        | 58.765606, 16.909335 | 10035702410001 | Ladda upp en bild av detta fornminne      |
| Nyköping 243:1                           | Stensättning            |              | Nyköping, Södermanland |        | 58.774721, 16.893862 | 10035702430001 | Ladda upp en bild av detta fornminne      |
| Nyköping 244:1                           | Stensättning            |              | Nyköping, Södermanland |        | 58.773582, 16.900480 | 10035702440001 | Ladda upp en bild av detta fornminne      |
| Nyköping 245:1                           | Stensättning            |              | Nyköping, Södermanland |        | 58.766298, 16.925730 | 10035702450001 | Ladda upp en bild av detta fornminne      |
| Nyköping 250:1                           | Stensättning            |              | Nyköping, Södermanland |        | 58.783218, 16.882960 | 10035702500001 | Ladda upp en bild av detta fornminne      |
| Nyköping 252:1                           | Gravfält                |              | Nyköping, Södermanland |        | 58.781889, 16.885717 | 10035702520001 | Ladda upp en bild av detta fornminne      |
| Nyköping 268:1                           | Stensättning            |              | Nyköping, Södermanland |        | 58.771991, 16.928539 | 10035702680001 | Ladda upp en bild av detta fornminne      |
| Nyköping 275:1                           | Stensättning            |              | Nyköping, Södermanland |        | 58.769335, 17.010009 | 10035702750001 | Ladda upp en bild av detta fornminne      |
| Nyköping 288:1                           | Stensättning            |              | Nyköping, Södermanland |        | 58.773302, 16.973696 | 10035702880001 | Ladda upp en bild av detta fornminne      |
| Nyköping 301:1                           | Hällristning            |              | Nyköping, Södermanland |        | 58.709554, 16.962462 | 10035703010001 | Ladda upp en bild av detta fornminne      |
| Nyköping 302:1                           | Hällristning            |              | Nyköping, Södermanland |        | 58.702788, 16.970247 | 10035703020001 | Ladda upp en bild av detta fornminne      |
| Nyköping 303:1                           | Hällristning            |              | Nyköping, Södermanland |        | 58.699084, 16.967022 | 10035703030001 | Ladda upp en bild av detta fornminne      |
| Nyköping 304:1                           | Hällristning            |              | Nyköping, Södermanland |        | 58.719817, 16.965724 | 10035703040001 | Ladda upp en bild av detta fornminne      |
| Nyköping 305:1                           | Hällristning            |              | Nyköping, Södermanland |        | 58.717922, 16.975338 | 10035703050001 | Ladda upp en bild av detta fornminne      |
| Nyköping 306:1                           | Hällristning            |              | Nyköping, Södermanland |        | 58.717922, 16.976713 | 10035703060001 | Ladda upp en bild av detta fornminne      |
| Nyköping 312:1                           | Gravfält                |              | Nyköping, Södermanland |        | 58.726123, 16.975142 | 10035703120001 | Ladda upp en bild av detta fornminne      |
| Nyköping 313:1                           | Stensättning            |              | Nyköping, Södermanland |        | 58.725390, 16.978436 | 10035703130001 | Ladda upp en bild av detta fornminne      |
| Skrindstorps gamla tomt (Nyköping 314:1) | Lägenhetsbebyggelse     |              | Nyköping, Södermanland |        | 58.725989, 16.983449 | 10035703140001 | Ladda upp en bild av detta fornminne      |
| Nyköping 315:1                           | Stensättning            |              | Nyköping, Södermanland |        | 58.721096, 16.983469 | 10035703150001 | Ladda upp en bild av detta fornminne      |
| Nyköping 316:1                           | Stensättning            |              | Nyköping, Södermanland |        | 58.722117, 16.986752 | 10035703160001 | Ladda upp en bild av detta fornminne      |
| Nyköping 317:1                           | Hällristning            |              | Nyköping, Södermanland |        | 58.721759, 16.979372 | 10035703170001 | Ladda upp en bild av detta fornminne      |
| Nyköping 319:1                           | Stensättning            |              | Nyköping, Södermanland |        | 58.725424, 17.004869 | 10035703190001 | Ladda upp en bild av detta fornminne      |
| Nyköping 324:1                           | Stensättning            |              | Nyköping, Södermanland |        | 58.721920, 16.992478 | 10035703240001 | Ladda upp en bild av detta fornminne      |
| Nyköping 324:2                           | Stensättning            |              | Nyköping, Södermanland |        | 58.722363, 16.992124 | 10035703240002 | Ladda upp en bild av detta fornminne      |
| Nyköping 324:3                           | Stensättning            |              | Nyköping, Södermanland |        | 58.722245, 16.991944 | 10035703240003 | Ladda upp en bild av detta fornminne      |
| Nyköping 325:1                           | Stensättning            |              | Nyköping, Södermanland |        | 58.722566, 16.990915 | 10035703250001 | Ladda upp en bild av detta fornminne      |
| Nyköping 326:1                           | Stensättning            |              | Nyköping, Södermanland |        | 58.723490, 16.988606 | 10035703260001 | Ladda upp en bild av detta fornminne      |
| Nyköping 327:2                           | Stensättning            |              | Nyköping, Södermanland |        | 58.722531, 16.989805 | 10035703270002 | Ladda upp en bild av detta fornminne      |
| Nyköping 333:1                           | Stensättning            |              | Nyköping, Södermanland |        | 58.756463, 17.044894 | 10035703330001 | Ladda upp en bild av detta fornminne      |
| Nyköping 335:1                           | Stensättning            |              | Nyköping, Södermanland |        | 58.722342, 17.011783 | 10035703350001 | Ladda upp en bild av detta fornminne      |
| Nyköping 340:1                           | Hällristning            |              | Nyköping, Södermanland |        | 58.771932, 16.978069 | 10035703400001 | Ladda upp en bild av detta fornminne      |
| Nyköping 340:2                           | Hällristning            |              | Nyköping, Södermanland |        | 58.771484, 16.977475 | 10035703400002 | Ladda upp en till bild av detta fornminne |
| Nyköping 340:3                           | Hällristning            |              | Nyköping, Södermanland |        | 58.770851, 16.976674 | 10035703400003 | Ladda upp en till bild av detta fornminne |
| Nyköping 341:1                           | Stensättning            |              | Nyköping, Södermanland |        | 58.709708, 16.971498 | 10035703410001 | Ladda upp en bild av detta fornminne      |
| Nyköping 343:1                           | Stensättning            |              | Nyköping, Södermanland |        | 58.720417, 16.975687 | 10035703430001 | Ladda upp en bild av detta fornminne      |
| Nyköping 344:1                           | Stensättning            |              | Nyköping, Södermanland |        | 58.719292, 16.975142 | 10035703440001 | Ladda upp en bild av detta fornminne      |
| Nyköping 345:1                           | Stensättning            |              | Nyköping, Södermanland |        | 58.718974, 16.972887 | 10035703450001 | Ladda upp en bild av detta fornminne      |
| Nyköping 349:1                           | Grav- och boplatsområde |              | Nyköping, Södermanland |        | 58.743583, 16.985819 | 10035703490001 | Ladda upp en bild av detta fornminne      |
| Nyköping 350:1                           | Gravfält                |              | Nyköping, Södermanland |        | 58.729184, 16.973334 | 10035703500001 | Ladda upp en bild av detta fornminne      |
| Nyköping 369:1                           | Stensättning            |              | Nyköping, Södermanland |        | 58.730745, 16.982208 | 10035703690001 | Ladda upp en bild av detta fornminne      |
| Nyköping 384:1                           | Stensättning            |              | Nyköping, Södermanland |        | 58.706951, 17.057592 | 10035703840001 | Ladda upp en bild av detta fornminne      |
| Nyköping 387:1                           | Stensättning            |              | Nyköping, Södermanland |        | 58.698252, 17.071312 | 10035703870001 | Ladda upp en bild av detta fornminne      |
| Nyköping 388:1                           | Stensättning            |              | Nyköping, Södermanland |        | 58.700271, 17.057816 | 10035703880001 | Ladda upp en bild av detta fornminne      |
| Nyköping 402:1                           | Hällristning            |              | Nyköping, Södermanland |        | 58.791586, 16.943223 | 10035704020001 | Ladda upp en bild av detta fornminne      |
| Nyköping 405:1                           | Hällristning            |              | Nyköping, Södermanland |        | 58.766465, 16.955397 | 10035704050001 | Ladda upp en bild av detta fornminne      |
| Nyköping 406:1                           | Hällristning            |              | Nyköping, Södermanland |        | 58.766854, 16.964220 | 10035704060001 | Ladda upp en bild av detta fornminne      |
| Nyköping 410:1                           | Hällristning            |              | Nyköping, Södermanland |        | 58.774468, 16.981239 | 10035704100001 | Ladda upp en bild av detta fornminne      |
| Nyköping 410:2                           | Hällristning            |              | Nyköping, Södermanland |        | 58.774468, 16.981239 | 10035704100002 | Ladda upp en bild av detta fornminne      |
| Nyköping 410:3                           | Hällristning            |              | Nyköping, Södermanland |        | 58.774248, 16.980745 | 10035704100003 | Ladda upp en bild av detta fornminne      |
| Nyköping 412:1                           | Röse                    |              | Nyköping, Södermanland |        | 58.758661, 17.058406 | 10035704120001 | Ladda upp en bild av detta fornminne      |
| Nyköping 415:1                           | Hällristning            |              | Nyköping, Södermanland |        | 58.804794, 16.935850 | 10035704150001 | Ladda upp en bild av detta fornminne      |
| Nyköping 423:1                           | Hällristning            |              | Nyköping, Södermanland |        | 58.692145, 16.984046 | 10035704230001 | Ladda upp en bild av detta fornminne      |
| Nyköping 426:1                           | Stensättning            |              | Nyköping, Södermanland |        | 58.724850, 16.979549 | 10035704260001 | Ladda upp en bild av detta fornminne      |
| Nyköping 427:1                           | Stensättning            |              | Nyköping, Södermanland |        | 58.725034, 16.977644 | 10035704270001 | Ladda upp en bild av detta fornminne      |
| Nyköping 427:2                           | Stensättning            |              | Nyköping, Södermanland |        | 58.725122, 16.977760 | 10035704270002 | Ladda upp en bild av detta fornminne      |
| Nyköping 431:1                           | Stensättning            |              | Nyköping, Södermanland |        | 58.730111, 16.948316 | 10035704310001 | Ladda upp en bild av detta fornminne      |
| Nyköping 432:1                           | Stensättning            |              | Nyköping, Södermanland |        | 58.729308, 16.945330 | 10035704320001 | Ladda upp en bild av detta fornminne      |
| Nyköping 449:1                           | Stensättning            |              | Nyköping, Södermanland |        | 58.703834, 16.948332 | 10035704490001 | Ladda upp en bild av detta fornminne      |
| Nyköping 450:1                           | Stensättning            |              | Nyköping, Södermanland |        | 58.701957, 17.051662 | 10035704500001 | Ladda upp en bild av detta fornminne      |
| Nyköping 456:1                           | Röse                    |              | Nyköping, Södermanland |        | 58.704716, 17.075488 | 10035704560001 | Ladda upp en bild av detta fornminne      |
| Nyköping 460:1                           | Stensättning            |              | Nyköping, Södermanland |        | 58.751297, 16.946441 | 10035704600001 | Ladda upp en bild av detta fornminne      |
| Nyköping 509:1                           | Stensättning            |              | Nyköping, Södermanland |        | 58.718714, 17.059629 | 10035705090001 | Ladda upp en bild av detta fornminne      |
| Nyköping 509:2                           | Stensättning            |              | Nyköping, Södermanland |        | 58.718677, 17.059487 | 10035705090002 | Ladda upp en bild av detta fornminne      |
| Nyköping 517:1                           | Stensättning            |              | Nyköping, Södermanland |        | 58.709263, 17.115415 | 10035705170001 | Ladda upp en bild av detta fornminne      |
| Nyköping 573:1                           | Stensättning            |              | Nyköping, Södermanland |        | 58.802958, 16.924557 | 10035705730001 | Ladda upp en bild av detta fornminne      |
| Nyköping 581:1                           | Stensättning            |              | Nyköping, Södermanland |        | 58.716501, 16.994863 | 10035705810001 | Ladda upp en bild av detta fornminne      |
| Hultstugans gamla tomt (Nyköping 582:1)  | Lägenhetsbebyggelse     |              | Nyköping, Södermanland |        | 58.696686, 16.991739 | 10035705820001 | Ladda upp en bild av detta fornminne      |
| Nyköping 585:1                           | Hällristning            |              | Nyköping, Södermanland |        | 58.763082, 16.995170 | 10035705850001 | Ladda upp en bild av detta fornminne      |
| Nyköping 595:1                           | Stensättning            |              | Nyköping, Södermanland |        | 58.783090, 16.887139 | 10035705950001 | Ladda upp en bild av detta fornminne      |
| Nyköping 597:1                           | Stensättning            |              | Nyköping, Södermanland |        | 58.784426, 16.890617 | 10035705970001 | Ladda upp en bild av detta fornminne      |
| Nyköping 609                             | Hällristning            |              | Nyköping, Södermanland |        | 58.770161, 16.966625 | 12000000021486 | Ladda upp en bild av detta fornminne      |
| Rumpekvarn (Nyköping 611)                | Kvarn                   |              | Nyköping, Södermanland |        | 58.770993, 16.968255 | 12000000021489 | Ladda upp en bild av detta fornminne      |
| Nyköping 613                             | Hällristning            |              | Nyköping, Södermanland |        | 58.770271, 16.967298 | 12000000039036 | Ladda upp en bild av detta fornminne      |